# Hemoncosis
La hemoncosis es una enfermedad de los rumiantes ocasionada por un parásito intestinal nematodos del género Haemonchus spp.

## Características del parásito
Haemonchus es un parásito de las regiones tropical y subtropical, que puede causar problemas en las regiones templadas. Tiene alrededor de 2 cm de largo. Es un nematodo hematófago que puede provocar enfermedad grave en el ganado.
En las regiones templadas, la oveja es la principal fuente de infección. Una infección moderada (2.000 gusanos) conduce a disminución del nivel de hemoglobina y anemia en el ganado, pudiendo provocar la muerte

## Signos clínicos
Haemonchus es un chupador de sangre y uno de los endoparásitos más dañinos de los rumiantes, especialmente de ovinos. Las larvas y los adultos perforan o dañan la mucosa estomacal y chupan sangre de los vasos sanguíneos adyacentes, lo que causa inflamación (gastritis) y ulceración de la pared estomacal. Mientras chupan sangre liberan un anticoagulante en la herida lo que aumenta la pérdida de sangre y agrava la anemia. Otros daños que pueden surgir en infecciones crónicas son cambios grasos del hígado, hipoproteinemia (escasez de proteína) y adelgazamiento progresivo (emaciación).

## Formas de la enfermedad
Hay tres formas de hemoncosis:
- La forma hiperaguda, se produce principalmente en los trópicos, donde el potencial biótico es muy alto y la carga de helmintos puede convertirse de repente enorme en un período de unos pocos días. Los signos de esta forma de la enfermedad incluyen la muerte súbita en los ovinos aparentemente sanos y anemia severa.

- La forma aguda provoca edema, pérdida de condición, diarrea, letargo y la muerte. Las ovejas también padecerán anémica e hipoalbuminemia.

- La forma crónica puede surgir en torno a dos meses o menos y los signos incluirán la pérdida progresiva de peso o disminución del aumento de peso, edema submandibular, anemia por deficiencia ferrica, caída progresiva de lana en ovejas, diarrea, y tendrá un aspecto similar a los signos de la mala nutrición.

### Diagnóstico
Los análisis de sangre pueden revelar anemia (niveles bajos de hemoglobina en la sangre) e hipoalbuminemia, lo que conduce a un diagnóstico de sospecha. Para confirmar el diagnóstico se debe realizar un examen de heces para evaluar la presencia de huevos de Haemonchus en las mismas.
El examen post - mortem puede revelar una alta proporción de gusanos adultos (> 2.000 gusanos adultos en algunos casos). También habrá numerosas lesiones hemorrágicas en la mucosa gástrica y puede haber líquido de color marrón en el abomaso. Los cadáveres de las ovejas que han sucumbido a la enfermedad aparecerán pálidos y edematosos.

### Tratamiento y Control
Considerando lo nocivos que son estos helmintos, son especialmente importantes las medidas generales preventivas como el manejo de pastos (p.ej. rotación), evitar la sobrecarga, etc. Como estas infecciones son muy dañinas tanto para el ganado joven como para el adulto, las medidas preventivas no deben restringirse sólo al ganado joven.
También el ganado adulto estabulado puede infectarse a través de forraje natural, o de heno o cama infectados con larvas infectivas. Por ello se recomiendan aplicar medidas higiénicas que lo impidan.
Con los años, el ganado adulto puede desarrollar inmunidad a estas especies si está expuesto a ella. No obstante, hasta ahora no hay disponibles vacunas comerciales realmente eficaces y fiables, a pesar de las investigaciones que se están realizando.
Si se descubre la infección, el tratamiento es con un antihelmíntico. La mayoría de los antihelmínticos de amplio espectro como los benzimidazoles (p.ej. albendazol, fenbendazol, febantel, oxfendazol), el levamisol y las tetrahiropirimidinas (pirantel y morantel) son eficaces contra adultos y larvas de Haemonchus. Pero la eficacia de algunos compuestos contra larvas inhibidas puede ser insuficiente.
Otros antihelmínticos de espectro menos amplio como el closantel, el nitroxinil y la rafoxanida son también eficaces contra Haemonchus pero no contra otros gusanos gastrointestinales que suelen aparecer asociados.
Con el aumento de la resistencia a benzimidazoles, levamisol y endectocidas, también se vuelve a recurrir a antiguos nematicidas como el triclorfón. Preparados de cobre también pueden ser útiles.
- Datos: Q16574405